# آنتونیو سرمنیو
آنتونیو سرمنیو (اسپانیایی: Antonio Cermeño‎; ۶ مارس ۱۹۶۹ – ۲۵ فوریهٔ ۲۰۱۴) بوکسور اهل ونزوئلا بود.